# Hans Wieslander
Hans Johan Magnus Wieslander, född 30 juli 1929 i Växjö församling i Kronobergs län, död 13 november 2017 i Växjö, var en svensk statsvetare och akademisk ledare. Han var rektor vid Högskolan i Växjö och en av de drivande krafterna bakom dess utveckling till dagens Linnéuniversitet.

## Karriär
Efter studentexamen i Malmö 1950 blev Hans Wieslander student vid Lunds universitet, där han blev filosofie kandidat 1954, filosofie magister 1956 och filosofie licentiat 1960. Han disputerade 1966 för filosofie doktorsgrad i statskunskap med avhandlingen I nedrustningens tecken. Intressen och aktiviteter kring försvarsfrågan 1918–1925 och utsågs till docent vid Lunds universitet samma år. Till universitetets nyöppnade filial i Växjö kom han som universitetslektor 1967 och gjorde 1969 ett mellanspel som vikarierande professor i statsvetenskap vid Umeå universitet. 2016 promoverades han till jubeldoktor.
Från 1970 var han främst administratör. 1970–1977 fungerade han som samordnare mellan Lunds universitet och universitetsfilialen. När Högskolan i Växjö blev självständig myndighet 1977 genom sammanslagning med Växjö lärarhögskola utnämndes han till dess förste rektor och avgick först vid sin pensionering år 1994. Han var denna period ordförande i Växjö Högskolestyrelse. Han fick uppleva högskolans stora expansion. Vid hans avgång utgavs boken Att bygga för kunskap: festskrift till Hans Wieslander (1994) och till hans 70-årsdag instiftades Rektor emeritus professor Hans Wieslanders fond för innovativ forskning vid Linnéuniversitetet, som delas ut vartannat år till förtjänta forskare i Växjö och Kalmar. Till hans 85-årsdag 2014 utgav Linnéuniversitetet boken Hans Wieslander Vägar – Ett axplock av publicerade artiklar & anföranden 1954–2014 och ordnade ett seminarium runt bokreleasen.
Wieslander var ledamot i många styrelser och utredningar rörande högskolan, bland annat i 77 års Växjökommitté och i Regionstyrelsen för Lund/Malmö högskola 1977–1988, i Svenska Akademiska Rektorskonferensen (SAR) 1977–1988 och i projekteringskommittén för högskolan i Visby 1995. Han var ordförande i De Nya Högskolornas Rektorskonvent (NHR) 1978–1994 och var vice ordförande i Sveriges Högskoleförbund 1992–1994. Han var hedersledamot i Växjö studentkår, i Svenska Riksorganisationen för Distansutbildning  (Sverd) och i Linnéakademien för vetenskap och näringsliv. Av regeringen fick Hans Wieslander professors namn 1999. År 1992 mottog han ur kung Carl XVI Gustafs hand dennes medalj i 8:e storleken.
I hans fil.kand.-examen 1952 ingick ämnet klassisk fornkunskap och under sin lundatid fick han publicerat ett stort antal artiklar i ämnet i Kvällsposten från år 1954. Detta förblev hans  sidointresse genom livet. Efter pensioneringen var Wieslander i ett tiotal år ordförande i Kronobergs läns humanistiska forskningsråd och initierade och medverkade i deras praktverk Landen kring sjöarna (1999). 
Hans produktion av böcker, recensioner och artiklar var omfattande. De politiska partiernas program utkom i 13 upplagor mellan 1964 och 1974.  Sverige efter 1900: en modern politisk historia, som han skrev tillsammans med Stig Hadenius och Björn Molin, gick ut i 36 upplagor mellan år 1967 och 1993 och översatts till tre språk. Personliga minnen återfinns i böckerna Episoder: en återvändares bekännelser (1996), Historien om en högskola (1997) och Drömmen om ett universitet (1999).
Som pensionär höll Wieslander nära kontakt med Linnéuniversitetet och var till 2013 ordförande i dess seniorförening som han var med om att starta 2006. Sedan 2013 bär en av Växjös stadsbussar, drivna på biogas, namnet Hans Wieslander.

## Familj
Hans Wieslander hade sina rötter i en småländsk präst- och läkarsläkt som son till hovrättspresidenten Ivar Wieslander och bror till regeringsrådet Bengt Wieslander. Hugo Wieslander var hans farbror. Hans Wieslander var från 1961 gift med adjunkten filosofie magistern Lisbeth Lasson (född 1938). De fick barnen Peter Wieslander, Anna Wieslander och Carl Johan Wieslander. 

## Fotnoter
1. ↑  Sveriges befolkning 1970, CD-ROM, Version 1.04, Sveriges Släktforskarförbund (2002).
2. ↑  Dödsannons i Svenska Dagbladet 18 november 2017 sid.53
3. ↑  Sveriges befolkning 1990, CD-ROM, Version 1.00, Riksarkivet (2011).